# أحمد عادي الخالدي
احمد عادي الخالدي هو لاعب كرة قدم كويتي يلعب مع نادي السالمية الكويتي.